# Melophon

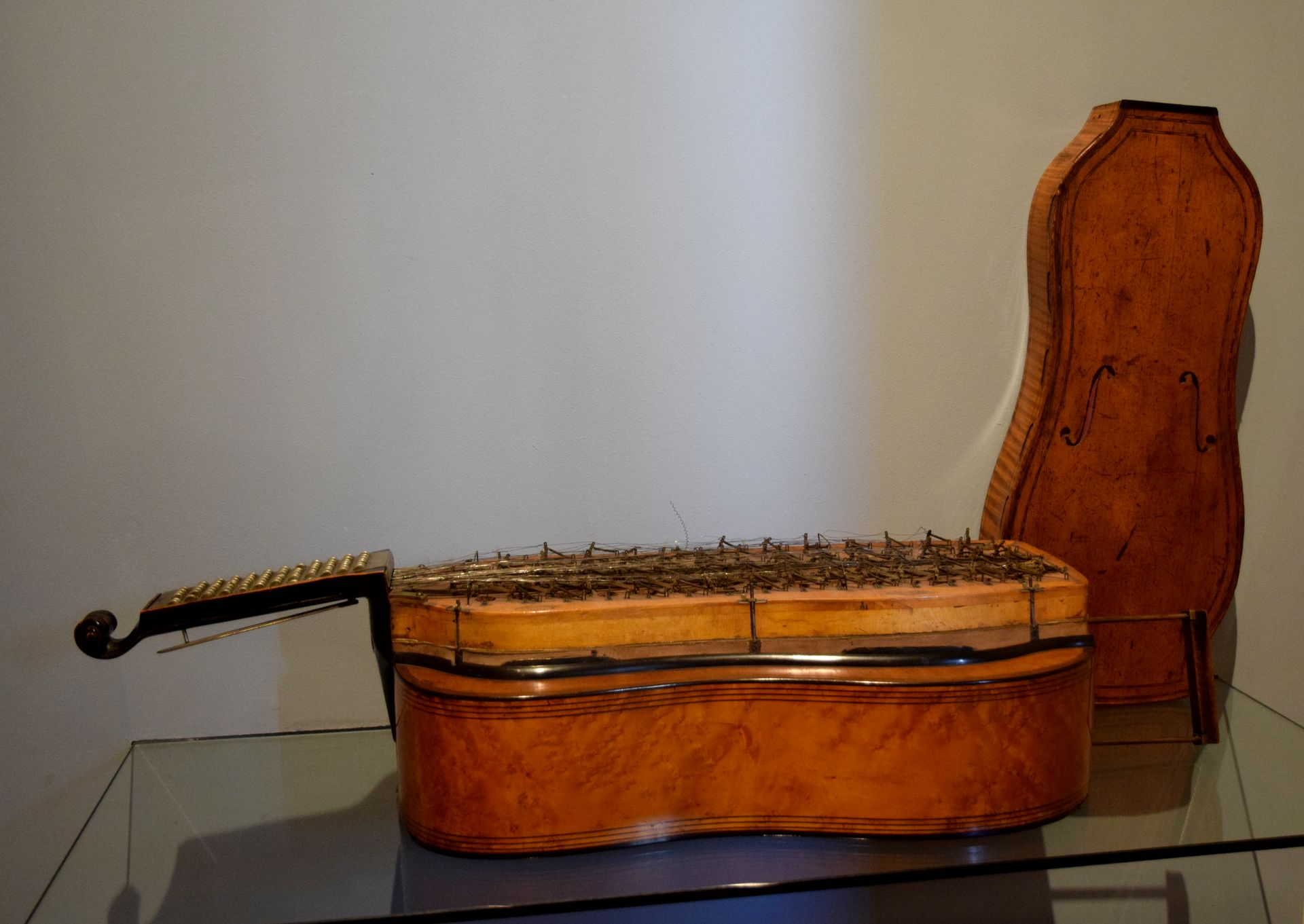
Melophon mit separat aufgestelltem Deckel, 1830er Jahre. Tschechisches Musikmuseum in Prag.

Das Melophon ist ein ursprünglich französisches Handzuginstrument des 19. Jahrhunderts mit der äußeren Form einer Gitarre.

## Bauform
Das Melophon ähnelt äußerlich einer tiefbauchigen Gitarre oder einer Drehleier, ist aber funktional eine Ziehharmonika. Im Korpus sind der Blasebalg und die Zungen verbaut. Der Balg wird mit der rechten Hand durch eine Zugstange betätigt. Der Hals zeigt eine Reihe von Knöpfen oder Tasten, die über eine Mechanik mit den Zungen im Korpus verbunden sind und mit der linken Hand bedient werden. Der Ton wird als „harmoniumartig“ beschrieben, weise aber auch Ähnlichkeit zu Fagott oder Klarinette auf.

## Entwicklung und Verwendung
Das Melophon wurde 1837 in Paris vom französischen Uhrmacher Pierre Charles Leclerc entwickelt und anschließend mehrfach verbessert. In der Realencylopaedie von 1848 verweist Wilhelm Binder auf den französischen Musiker Musard, der das Instrument gleich nach der Erfindung im Konzert benutzte. Der französische Komponist Fromental Halévy schrieb für seine 1838 veröffentlichte Oper Guido et Ginevra ein Melophon-Solo. Ansonsten scheint das Melophon als Konzertinstrument wenig genutzt worden zu sein.
Zu den bekannten Melophonvirtuosen gehörte Dessane, der auch Mitgründer einer Werkstätte zum Bau des Instruments wurde.
Giulio Regondi setzte auf seiner Konzertreise der Jahre 1840/41, begleitet von Joseph Lidel, ein als Melophon bezeichnetes Instrument ein. Regondi benutzte aber wohl tatsächlich eine Konzertina, eine veredelte Handharmonika, die er lediglich als Melophon ankündigte.

## Erhaltene Exemplare
Einzelne Exemplare sind im Museum of Fine Arts, Boston, im Metropolitan Museum of Art in New York, im Badischen Landesmuseum Karlsruhe, im Deutschen Museum in München und im Powerhouse Museum in Sydney erhalten.

## Andere Bauformen
Im Musikinstrumenten-Museum der Universität Leipzig gibt es eine Melophon-Zither, die Saiten- und Handzuginstrument zugleich ist. Die Melophon-Zither wurde um 1888 in Wien erfunden.